# FK Grbalj Radanovići
Fudbalski klub Grbalj Radanovići (Фудбалски Клуб Грбаљ Радановићи) – czarnogórski klub piłkarski z siedzibą w Radanovići w gminie Kotor. Został utworzony w 1970 roku. Obecnie występuje w Drugiej lidze Czarnogóry. W sezonie 2006/07 awansował do półfinału Pucharu swojego kraju. W roku 2007 zajął 3. miejsce w Prvej lidze i awansował do I rundy pucharu Intertoto, w którym przegrał wyrównany dwumecz z rumuńskim klubem Gloria Bystrzyca 3:2 (1:2, 1:1).

## Stadion
Klub rozgrywa swoje mecze domowe na stadionie Donja Sutvara w Radanovići, który może pomieścić 1.500 widzów.

## Sezony
| Sezon                          | Liga                                                 | Poziom | Miejsce |
| Federalna Republika Jugosławii |                                                      |        |         |
| 1999/00                        | Druga liga SR Јugoslavije – Grupa Zapad (Zachód)     | II     | 16      |
| 2000/01                        | Druga liga SR Јugoslavije – Grupa Jug (Południe)     | II     | 11      |
| 2001/02                        | Crnogorska liga                                      | III    | 3       |
| 2002/03                        | Crnogorska liga                                      | III    | 1       |
| Serbia i Czarnogóra            |                                                      |        |         |
| 2003/04                        | Druga liga Srbije i Crne Gore – Grupa Jug (Południe) | II     | 3       |
| 2004/05                        | Prva crnogorska liga                                 | II     | 7       |
| 2005/06                        | Prva crnogorska liga                                 | II     | 4 *     |
| Czarnogóra                     |                                                      |        |         |
| 2006/07                        | Prva liga                                            | I      | 3       |
| 2007/08                        | Prva liga                                            | I      | 4       |
| 2008/09                        | Prva liga                                            | I      | 4       |
| 2009/10                        | Prva liga                                            | I      | 5       |
| 2010/11                        | Prva liga                                            | I      | 7       |
| 2011/12                        | Prva liga                                            | I      | 9       |
| 2012/13                        | Prva liga                                            | I      | 4       |
| 2013/14                        | Prva liga                                            | I      | 7       |
| 2014/15                        | Prva liga                                            | I      | 5       |
| 2015/16                        | Prva liga                                            | I      | 7       |
| 2016/17                        | Prva liga                                            | I      | 7       |
| 2017/18                        | Prva liga                                            | I      | 4       |
| 2018/19                        | Prva liga                                            | I      | 6       |
| 2019/20                        | Prva liga                                            | I      | 10      |
| 2020/21                        | Druga liga                                           | II     | ?       |

 * W wyniku przeprowadzonego 21 maja 2006 referendum niepodległościowego zadeklarowano zerwanie dotychczas istniejącej federacji Czarnogóry z Serbią (Serbia i Czarnogóra). W związku z tym po sezonie 2005/06 wszystkie czarnogórskie zespoły wystąpiły z lig Serbii i Czarnogóry, a od nowego sezonu 2006/07 Grbalj Radanovići przystąpił do rozgrywek Prvej crnogorskiej ligi.

## Sukcesy
- 2006 awans do Prvej crnogorskiej ligi.
- 3. miejsce Prvej crnogorskiej ligi (1): 2007 (awans do I rundy pucharu Intertoto).
- mistrzostwo Crnogorskiej ligi (1): 2003 (awans do Drugiej ligi Srbije i Crne Gore).
- Puchar Czarnogóry:
  - finalista (1): 2017.
  - półfinalista (1): 2007.

## Europejskie puchary
Legenda do wszystkich tabel:
- Q – runda eliminacyjna, 1/16, 1/8, 1/4, 1/2 – odpowiednia faza rozgrywek, Grupa – runda grupowa, 1r gr – pierwsza runda grupowa, 2r gr – druga runda grupowa, F – finał, R – runda, PO – play-off
- k. – rzuty karne, los. – losowanie, Dogr. – dogrywka, w. – zasada bramek strzelonych na wyjeździe

| Sezon | Rozgrywki        | Runda | Klub             | Dom | Wyjazd | Ogólnie |
| ----- | ---------------- | ----- | ---------------- | --- | ------ | ------- |
| 2007  | Puchar Intertoto | 1R    | Gloria Bystrzyca | 1–1 | 1–2    | 2–3     |
| 2008  | Puchar Intertoto | 1R    | Čelik Zenica     | 2–1 | 2–3    | 4–4, w. |
| 2008  | Puchar Intertoto | 2R    | Sivasspor        | 2–2 | 0–1    | 2–3     |